# Arthur Luiz Belchor Silva
Arthur Luiz Belchor Silva (Brasilia, 30 settembre 1982) è un cestista brasiliano.

## Carriera
Con il Brasile ha disputato i Campionati americani 2013.